# Выставка (Маловишерский район)
Вы́ставка — деревня в Маловишерском районе Новгородской области, входит в Бургинское сельское поселение.
Расположена при впадении реки Хуба в реку Мста. Деревня находится на Приильменской низменности на высоте 29 м над уровнем моря.

## Население
| 2010 | 2011 |
| ---- | ---- |
| 0    | ↗4   |